# 가와키타 유스케
가와키타 유스케(일본어: 川北 裕介, 1978년 5월 13일 ~ )는 일본의 전 축구 선수이다.

## 구단 경력
과거 방포레 고후, 도쿠시마 보르티스, 에히메 FC에서 활동하였다.